# Body of Proof/Episodenliste

Logo der Serie Body of Proof

Diese Episodenliste enthält alle Episoden der US-amerikanischen Krimiserie Body of Proof, sortiert nach der US-amerikanischen Erstausstrahlung. Zwischen 2010 und 2013 entstanden in drei Staffeln 42 Episoden mit einer Länge von jeweils etwa 42 Minuten.

## Übersicht
| Staffel | Episodenanzahl | Erstausstrahlung USA | Erstausstrahlung USA | Deutschsprachige Erstausstrahlung | Deutschsprachige Erstausstrahlung |
| Staffel | Episodenanzahl | Staffelpremiere      | Staffelfinale        | Staffelpremiere                   | Staffelfinale                     |
| ------- | -------------- | -------------------- | -------------------- | --------------------------------- | --------------------------------- |
| 1       | 9              | 29. März 2011        | 17. Mai 2011         | 18. August 2011                   | 13. Oktober 2011                  |
| 2       | 20             | 20. September 2011   | 10. April 2012       | 1. März 2012                      | 28. Juni 2012                     |
| 3       | 13             | 19. Februar 2013     | 28. Mai 2013         | 14. Mai 2013                      | 16. August 2013                   |

## Staffel 1
Die Erstausstrahlung der ersten Staffel war vom 29. März bis zum 17. Mai 2011 auf dem US-amerikanischen Sender ABC zu sehen. Die deutschsprachige Erstausstrahlung sendete der österreichische Free-TV-Sender ATV vom 18. August bis zum 13. Oktober 2011.
| Nr. (ges.) | Nr. (St.) | Deutscher Titel            | Originaltitel     | Erstausstrahlung USA | Deutschsprachige Erstausstrahlung (A) | Regie            | Drehbuch                            |
| ---------- | --------- | -------------------------- | ----------------- | -------------------- | ------------------------------------- | ---------------- | ----------------------------------- |
| 1          | 1         | Die Rechtsmedizinerin      | Pilot             | 29. März 2011        | 18. Aug. 2011                         | Nelson McCormick | Christopher Murphey                 |
| 2          | 2         | Ein Meer aus Tränen        | Letting Go        | 3. Apr. 2011         | 25. Aug. 2011                         | Nelson McCormick | Christopher Murphey & Matthew Gross |
| 3          | 3         | Die helfende Hand          | Helping Hand      | 5. Apr. 2011         | 1. Sep. 2011                          | John Terlesky    | Corey Miller                        |
| 4          | 4         | Das menschliche Puzzle     | Talking Heads     | 12. Apr. 2011        | 8. Sep. 2011                          | Christine Moore  | Diane Ademu-John                    |
| 5          | 5         | Mord im OP                 | Dead Man Walking  | 19. Apr. 2011        | 15. Sep. 2011                         | Matthew Gross    | Christopher Murphey                 |
| 6          | 6         | Maden lügen nicht          | Society Hill      | 26. Apr. 2011        | 22. Sep. 2011                         | Kate Woods       | Matthew V. Lewis                    |
| 7          | 7         | Blut ist dicker als Wasser | All in the Family | 3. Mai 2011          | 29. Sep. 2011                         | John Polson      | Sam Humphrey                        |
| 8          | 8         | Die Hand des Mörders       | Buried Secrets    | 10. Mai 2011         | 6. Okt. 2011                          | David Platt      | Christopher Murphy & Sunil Nayar    |
| 9          | 9         | Armes reiches Mädchen      | Broken Home       | 17. Mai 2011         | 13. Okt. 2011                         | Nelson McCormick | Andrew Dettman                      |

## Staffel 2
Die Erstausstrahlung der zweiten Staffel war vom 20. September 2011 bis zum 10. April 2012 auf dem US-amerikanischen Sender ABC zu sehen. Die deutschsprachige Erstausstrahlung sendete der österreichische Free-TV-Sender ATV vom 20. Oktober 2011 bis zum 28. Juni 2012.
| Nr. (ges.) | Nr. (St.) | Deutscher Titel            | Originaltitel          | Erstausstrahlung USA | Deutschsprachige Erstausstrahlung (A) | Regie            | Drehbuch                           |
| ---------- | --------- | -------------------------- | ---------------------- | -------------------- | ------------------------------------- | ---------------- | ---------------------------------- |
| 10         | 1         | Nette Nachbarn             | Love Thy Neighbor      | 20. Sep. 2011        | 1. März 2012                          | Christine Moore  | Corey Miller                       |
| 11         | 2         | Schüsse im Wald            | Hunting Party          | 27. Sep. 2011        | 8. März 2012                          | Paul Holahan     | Christopher Murphey                |
| 12         | 3         | Das größte Opfer           | Missing                | 4. Okt. 2011         | 3. Nov. 2011                          | Eric Laneuville  | Matthew V. Lewis                   |
| 13         | 4         | Auferstanden von den Toten | Lazarus Man            | 11. Okt. 2011        | 15. März 2012                         | Stephen Cragg    | Andrew Dettmann                    |
| 14         | 5         | Die Schildkröte            | Point of Origin        | 18. Okt. 2011        | 20. Okt. 2011                         | Nathan Hope      | Bryan Oh                           |
| 15         | 6         | Vier Pferde                | Second Chances         | 25. Okt. 2011        | 27. Okt. 2011                         | Paul Holahan     | Christopher Murphey                |
| 16         | 7         | Unschuldig schuldig        | Hard Knocks            | 1. Nov. 2011         | 10. Nov. 2011                         | Christine Moore  | Sunil Nayar                        |
| 17         | 8         | Keine Tropfen              | Love Bites             | 15. Nov. 2011        | 22. März 2012                         | Christine Moore  | Sam Humphery                       |
| 18         | 9         | Die falsche Leiche         | Gross Anatomy          | 29. Nov. 2011        | 29. März 2012                         | Eric Laneuville  | Diane Ademu-John                   |
| 19         | 10        | Geldregen                  | Your Number’s Up       | 6. Dez. 2011         | 5. Apr. 2012                          | John Putch       | Matthew V. Lewis                   |
| 20         | 11        | Maiglöckchen               | Falling for You        | 3. Jan. 2012         | 12. Apr. 2012                         | Christine Moore  | Matthew Gross                      |
| 21         | 12        | Trauerspiel                | Shades of Blue         | 10. Jan. 2012        | 19. Apr. 2012                         | Kenneth Fink     | Lawrence Kaplow                    |
| 22         | 13        | Die Leiche hat immer Recht | Sympathy for the Devil | 17. Jan. 2012        | 26. Apr. 2012                         | Christine Moore  | Sunil Nayar                        |
| 23         | 14        | Kaltes Blut                | Cold Blooded           | 14. Feb. 2012        | 3. Mai 2012                           | Nelson McCormick | Allen MacDonald                    |
| 24         | 15        | Die Leiche im Kofferraum   | Occupational Hazards   | 21. Feb. 2012        | 10. Mai 2012                          | Matthew Gross    | Corey Miller                       |
| 25         | 16        | Die perfekte Familie       | Home Invasion          | 28. Feb. 2012        | 24. Mai 2012                          | John Terlesky    | Andrew Dettman                     |
| 26         | 17        | Beste Freundinnen          | Identity               | 13. März 2012        | 31. Mai 2012                          | Michael Grossman | Christopher Murphey                |
| 27         | 18        | Das Virus – Teil 1         | Going Viral (1)        | 27. März 2012        | 14. Juni 2012                         | Alex Zakrzewski  | Matthew V. Lewis & Lawrence Kaplow |
| 28         | 19        | Das Virus – Teil 2         | Going Viral (2)        | 3. Apr. 2012         | 21. Juni 2012                         | Tom Verica       | Diane Ademu-John                   |
| 29         | 20        | Der Ägyptische Haken       | Mind Games             | 10. Apr. 2012        | 28. Juni 2012                         | David Solomon    | Caren Rubenstone                   |

## Staffel 3
Die Erstausstrahlung der dritten Staffel war vom 19. Februar bis zum 28. Mai 2013 auf dem US-amerikanischen Sender ABC zu sehen. Die deutschsprachige Erstausstrahlung der ersten zwölf Episoden sendete der österreichische Free-TV-Sender ATV vom 14. Mai bis zum 10. August 2013. Die letzte Episode wurde vom deutschen Sender Kabel eins am 16. August 2013 erstausgestrahlt.
| Nr. (ges.) | Nr. (St.) | Deutscher Titel             | Originaltitel    | Erstausstrahlung USA | Deutschsprachige Erstausstrahlung (A/D) | Regie            | Drehbuch            |
| ---------- | --------- | --------------------------- | ---------------- | -------------------- | --------------------------------------- | ---------------- | ------------------- |
| 30         | 1         | Trauma – Teil 1             | Abducted (1)     | 19. Feb. 2013        | 14. Mai 2013                            | Michael Watkins  | Christopher Murphey |
| 31         | 2         | Trauma – Teil 2             | Abducted (2)     | 26. Feb. 2013        | 21. Mai 2013                            | Ralph Hemecker   | Evan Katz           |
| 32         | 3         | Verlorene Seelen            | Lost Souls       | 5. März 2013         | 29. Mai 2013                            | David Von Ancken | Allen MacDonald     |
| 33         | 4         | Die Jagd endet nie          | Mob Mentality    | 12. März 2013        | 6. Juni 2013                            | Christine Moore  | Alexi Hawley        |
| 34         | 5         | Kein Wort                   | Eye for an Eye   | 19. März 2013        | 12. Juni 2013                           | Alex Zakrzewski  | Corey Miller        |
| 35         | 6         | Der Name der Anderen        | Fallen Angel     | 26. März 2013        | 19. Juni 2013                           | Christine Moore  | Diane Ademu-John    |
| 36         | 7         | Haut und Knochen            | Skin and Bones   | 2. Apr. 2013         | 26. Juni 2013                           | Michael Grossman | Alexi Hawley        |
| 37         | 8         | Bauchgefühl                 | Doubting Tommy   | 9. Apr. 2013         | 3. Juli 2013                            | Alex Zakrzewski  | Matthew L. Lewis    |
| 38         | 9         | Die Kunst des Verschwindens | Disappearing Act | 16. Apr. 2013        | 10. Juli 2013                           | Sam Hill         | Christopher Murphey |
| 39         | 10        | Verrückte Wahrheit          | Committed        | 23. Apr. 2013        | 27. Juli 2013                           | Eric Laneuville  | Allen MacDonald     |
| 40         | 11        | Die gestohlene Leiche       | Dark City        | 7. Mai 2013          | 3. Aug. 2013                            | Paul Holahan     | Diane Ademu-John    |
| 41         | 12        | Bezahlte Schuld             | Breakout         | 14. Mai 2013         | 10. Aug. 2013                           | Milan Cheylov    | Krystal Houghton    |
| 42         | 13        | Die letzte Zeugin           | Daddy Issues     | 28. Mai 2013         | 16. Aug. 2013                           | John Terlesky    | Corey D. Miller     |